# Giuseppe Tineo
Giuseppe Tineo (*  1756,  Militello in Val di Catania - 1812,  Palermo), fue un botánico italiano.

## Biografía
Hijo de Vincenzo Tineo, doctor en derecho, y de Francesca Ragusa, se trasladó de joven a Palermo donde se graduó en estudios  universitarios. 
Obtuvo en la Universidad de Palermo la cátedra de Botánica, fue además desde el 1795 al 1812, el primer director del Jardín Botánico de Palermo. 